# Issai Schur
Issai Schur   (Mahiliou, 29 de desembre de 1875 (Julià) - Jafa, 10 de gener de 1941) va ser un matemàtic jueu - alemany. Va estudiar a Berlín, doctorant-se el 1901 i convertint-se en professor el 1903. Després d'una estada a Bonn, arribaria a catedràtic el 1919.
Es considerava alemany abans que jueu, fins i tot malgrat haver nascut en l'Imperi Rus, en el que avui en dia és Belarús, i haver estat criat en part a Letònia. Per això va declinar invitacions per deixar Alemanya i marxar als Estats Units i Regne Unit el 1934. No obstant això va perdre el seu lloc el 1935 i, per instigació de Ludwig Bieberbach (que prèviament havia donat suport a Schur davant el tracte donat pel règim nazi), va haver de deixar l'Acadèmia Prussiana de les Ciències el 1938. Va acabar emigrant al Mandat Britànic de Palestina l'any següent i va viure els seus últims anys en la pobresa. Va morir a Tel-Aviv en el seu seixanta-sisè aniversari.
Com a estudiant de Frobenius, va treballar en representacions de grup, pel que és principalment conegut, però també en combinatòria i física teòrica. Són particularment rellevants la Descomposició de Schur i la Classe de Schur.
Schur va ser al seu torn professor de diversos estudiants coneguts com a Richard Brauer, Bernhard Neumann, Heinz Prüfer i Richard Rado. Va ser membre estranger de l'Acadèmia de les Ciències de Rússia.
Schur va publicar articles científics sota els noms de I. Schur i J. Schur, (aquest últim especialment en Journal für die reine und angewandte Mathematik), el que ha portat a certa confusió.